# Valerij Lobanovs'kyj
Valerij Vasyl'ovyč Lobanovs'kyj (in ucraino Валерій Васильович Лобановський?; in russo Валерий Васильевич Лобановский?, Valerij Vasil'evič Lobanovskij; Kiev, 6 gennaio 1939 – Zaporižžja, 13 maggio 2002) è stato un calciatore e allenatore di calcio sovietico, dal 1991 ucraino, di ruolo centrocampista o attaccante.
Ritenuto tra le «leggende del calcio mondiale», fu soprannominato Il colonnello, perché era un colonnello dell'Armata Rossa e per i suoi modi duri e rigidi. Figura simbolo del calcio sovietico, di cui è considerato l'allenatore più importante della storia, durante il suo periodo d'allenatore i ragazzi tesserati nelle società di calcio dell'Unione Sovietica salgono da 6 a 30 milioni. Da tecnico ha vinto 33 trofei risultando il quarto più vincente della storia dietro ad Alex Ferguson (49), Pep Guardiola (40) e Mircea Lucescu (37).
Dopo una breve carriera da giocatore con la maglia di Dinamo Kiev (dove vince il campionato 1961 e la coppa nazionale nel 1964), Čornomorec Odessa e Šachtar Donec'k, vestendo in un paio di occasioni anche la maglia della Nazionale sovietica (1960-1961), diviene presto un allenatore. Considerato tra i tecnici più preparati d'Europa, inizia dal Dnepr, quindi passa alla Dinamo Kiev, che allena a più riprese tra il 1973 e il 2002, vincendo 21 titoli nazionali e 5 internazionali con il club: 7 campionati sovietici (1974, 1975, 1977, 1980, 1985 e 1986), 5 ucraini (1997, 1998, 1999, 2000 e 2001), 6 coppe dell'URSS (1974, 1978, 1982, 1985, 1987 e 1990), 3 ucraine (1998, 1999 e 2000), 2 Coppe delle Coppe UEFA (1975 e 1986), 1 Supercoppa UEFA (1975) e 2 Coppe delle CSI (1997 e 1998). Nel 1986 e nel 1999 è votato come secondo miglior allenatore d'Europa rispettivamente dietro a Guy Thys, allenatore della Nazionale belga, e a Sir Alex Ferguson, allenatore del Manchester United.
Oltre alla Dinamo guida la Nazionale olimpica dell'Unione Sovietica con cui arriva terzo alle Olimpiadi 1976 e la Nazionale sovietica, di cui è CT in tre diversi periodi, venendo licenziato dal ruolo in due occasioni (1976 e 1983). Guida l'URSS al Mondiale 1986, essendo richiamato a poche settimane dall'inizio della rassegna, a Euro 1988, dove riesce a portare l'URSS fino alla finale persa contro i Paesi Bassi di Rinus Michels, e al Mondiale di Italia 1990. In seguito diviene il CT di Emirati Arabi Uniti e Kuwait, prima di tornare a Kiev e allenare anche la Nazionale ucraina tra il 2000 e 2001.
Oltre che per i numerosi successi, Lobanovs'kyj rimane celebre per essere stato un tecnico rivoluzionario: fu il primo allenatore a usare un computer per analizzare (insieme a un gruppo di statistici tra cui Anatolij Zelencov) partite e allenamenti alla ricerca di un metodo scientifico per la suddivisione delle zone da coprire da ogni giocatore e le zone dove passare il pallone ancora prima di riceverlo, nella "creazione" di giocatori universali senza ruoli ben definiti ma solo con le inclinazioni basilari di ciascuno, migliorando così le prestazioni dei singoli e del collettivo. A questo abbinava una preparazione atletica straordinaria, aiutato anche dal professor Petrovskij che allenava i velocisti sovietici.
Il valore effettivo delle formazioni da lui allenate era superiore rispetto a quello dei singoli giocatori: molti resero al massimo sotto la sua gestione per poi avere esperienze meno fortunate all'estero, dopo essere usciti dal "sistema" calcistico di Lobanovs'kyj: tra questi Aleksej Michajličenko, Oleksandr Zavarov, Sergej Aleinikov, Oleg Blokhin (vincitore del Pallone d'oro 1975), Igor Belanov (vincitore del Pallone d'oro 1986) e Serhij Rebrov. Negli ultimi anni della sua gestione, lancia anche K'akhaber K'aladze e Andrij Ševčenko, vincitore del Pallone d'oro 2004.

## Biografia
Nato a Kiev nel 1939, figlio di Vasil' (1905-1960), operaio, e di Oleksandra Bojčenko (1907-1990), casalinga, era nipote dello scrittore ucraino Oleksandr Bojčenko. Aveva un fratello, Jevhen (1927-1994). Sposatosi con Ada, aveva una figlia, Svetlana. Ha studiato in una scuola di Kiev, oggi intitolata a lui in quello che è stato rinominato viale Valerij Lobanovs'kyj 146. Nel 1956 entra al Politecnico di Kiev, lasciando l'università nel 1964, quando si trasferisce a Odessa: s'iscrive al Politecnico di Odessa, dove si laurea in ingegneria meccanica (secondo altre fonti la laurea sarebbe in idraulica).
Mentre gioca a calcio, Lobanovs'kyj è arruolato nell'esercito sovietico, dove raggiunge il grado di colonnello dell'Armata Rossa e aveva lavorato come ingegnere meccanico e come ingegnere termotecnico.
Definito dalla stampa specializzata come un personaggio enigmatico, distaccato, «introverso», rigido nei modi, autoritario e geniale. Descritto anche come un tiranno, era temuto da molti giocatori ma al tempo stesso rispettato da tutti.
Nel 1989 è autore di un libro, Бесконечный матч ("La partita infinita...").

## Caratteristiche tecniche

### Giocatore
Era una veloce ala sinistra, che poteva giocare anche a destra. Definito semplicemente come centrocampista o attaccante, era un giocatore di classe, fantasioso, dotato tecnicamente, forte fisicamente, in possesso di un ottimo tiro, ma incostante e polemico.
Divenne famoso in patria per il suo modo di tirare i calci d'angolo e per i suoi passaggi precisi.

### Allenatore
(Valerij Lobanovs'kyj.)
Lo stile di gioco di Lobanovs'kyj si basava su una fiducia totale che i suoi giocatori riponevano in lui e che lui riponeva nei propri giocatori e nel proprio progetto, creando un grande affiatamento tra i componenti delle proprie formazioni e di conseguenza una grande affidabilità. Per il tecnico non esistevano titolari, pretendeva che tutti i suoi giocatori fossero pronti a scendere in campo in qualsiasi momento. Il colonnello metteva sempre il collettivo davanti all'individualità e alla fantasia dei singoli, frutto di una disciplina tattica ferrea. Prediligeva calciatori versatili che potevano ricoprire più posizioni in campo, per essere in grado di «creare situazioni non prevedibili [da parte degli avversari]» e di cambiare la partita a proprio favore anche in corso d'opera. Per fare entrare quelli che poi sarebbero diventati i nuovi interpreti del suo gioco, Lobanovs'kyj li faceva «entrare per gradi», tenendoli tra le giovanili e la seconda squadra anche per molti anni. Studiava meticolosamente i propri avversari fino ai minimi dettagli, tanto da possedere una vasta collezione di videocassette sugli avversari europei verso la fine degli anni ottanta, organizzandosi in maniera scientifica, per non lasciare nulla al caso.
Il tecnico adattava il gioco usato nella Dinamo Kiev, paragonato al calcio totale degli anni settanta di Rinus Michels, anche alla Nazionale sovietica, improntando il suo stile di gioco su una grande preparazione atletica, ritmo di gioco molto elevato per tutti i novanta minuti, pressing martellante, pallone spesso giocato rasoterra e in modo veloce e preciso, fatta eccezione per i lanci lunghi verso gli esterni molto rapidi, cercando di sfruttare al massimo le ripartenze con esterni d'attacco molto veloci, marcatura a zona, ottimi schemi tattici fatti studiare in modo metodico dai propri «interpreti» fino a farglieli imparare a memoria, che producevano un gioco rapido sia efficace sia spumeggiante, dando con il «calcio scientifico» una propria visione di calcio all'epoca considerata rivoluzionaria, tanto che la stampa specializzata ridefinì il suo metodo con i nomi calcio del Duemila, calcio laboratorio e laboratorio Lobanovski.

Da sinistra: Lobanovs'kyj a Torino nell'autunno 1988 in veste di commissario tecnico sovietico, in visita al suo calciatore Oleksandr Zavarov durante un allenamento della ; con loro, il tecnico juventino Dino Zoff

Per aumentare il ritmo del gioco utilizzava la tattica della sovrapposizione, creando superiorità numerica e producendo un calcio più veloce. Durante le partite della Dinamo e della Nazionale sovietica tra il 1974 e il 1976 i suoi giocatori attaccavano e si difendevano in otto, lasciando due soli difensori fissi, che raramente superavano la metà campo: Mychajlo Fomenko e Stefan Reško (in alternativa Leonid Burjak quando uno dei due giocatori era indisponibile). Schierava poi una seconda linea di difesa formata dai terzini, una linea formata da tre centrocampisti, quindi i due attaccanti della formazione, con il compito di creare varchi al centro della difesa avversaria per l'inserimento di un incursore, ruolo svolto spesso da Viktor Kolotov. Allenava i propri giocatori anche due o tre volte al giorno, dalla mattina alla sera, con sessioni tra i quaranta minuti e le due ore spesso a elevata intensità. Dalla metà degli anni settanta, fu tra i primi sportivi sovietici e tra i primissimi allenatori di calcio al mondo a utilizzare un computer per studiare e migliorare la propria formazione, aiutato da un gruppo di statistici tra cui il matematico Anatolij Zelencov, applicando un approccio scientifico alle partite e agli allenamenti per la suddivisione delle zone da coprire da ogni giocatore e le zone dove passare la sfera ancora prima di riceverla, tentava di forgiare calciatori polivalenti senza un ruolo ben definito e che potessero giocare in più posizioni, migliorando così le prestazioni dei singoli e dell'intera squadra. Sin dai primissimi anni da tecnico, a una grande preparazione atletica, aiutato dal professor Petrovski (preparatore dell'atletica leggera dei velocisti russi come Valerij Borzov vincitore dei 100 e 200 metri alle Olimpiadi di Monaco di Baviera 1972), Lobanovs'kyj abbinava lo studio delle reazioni sia mentali sia fisiche dei propri giocatori.
Rappresenta il migliore periodo nella storia del calcio sovietico, ma con la Nazionale non vinse alcun titolo a causa del suo stile di gioco, per il quale erano spese troppe energie, attirandosi diverse critiche anche in patria. Con l'uscita dal Mondiale messicano nella partita degli ottavi di finale persa contro il Belgio per 4-3, Lobanovs'kyj finisce sotto accusa a causa del crollo fisico accusato da diversi suoi giocatori - tra gli altri: Demianenko, Rats e Aleinikov - e per via dell'errore tattico di aver schierato un centrocampista come Andrij Bal' nel ruolo di terzino destro, consentendo agli avversari di attaccare facilmente da quella fascia e vincere l'incontro. Nell'Europeo 1988, perso in finale contro l'Olanda di Michels e Marco van Basten, è nuovamente sulla graticola per aver schierato in finale un centrocampista centrale come Alejnikaŭ nel ruolo di stopper di van Basten, perdendo il match anche a causa di questo errore tattico.

## Carriera

### Giocatore

#### Club
Esterno d'attacco, dopo aver iniziato la carriera nella Dinamo Kiev, vincendo il campionato nazionale nel 1961 e la coppa dell'URSS nel 1964, passa prima al Černomorec poi ai rivali dello Šachtar Donec'k, dove gioca le sue ultime due stagioni da professionista (1967-1968) prima del ritiro a nemmeno 30 anni. Durante la sua carriera calcistica, giudicata «mediocre», totalizza 253 presenze e 71 gol nei campionati sovietici.
Prodotto dal vivaio della Dinamo, durante il suo periodo a Kiev, continua a studiare, ottenendo una laurea in ingegneria meccanica e raggiungendo anche il grado di colonnello nell'esercito sovietico.
Il 29 maggio 1959 debutta con la maglia della Dinamo Kiev giocando un match di campionato contro la CSKA Mosca conclusosi 3-0 per gli avversari. Negli incontri successivi, Lobanovs'kyj diviene famoso per le punizioni e soprattutto per i suoi calci d'angolo battuti con un effetto a rientrare verso la porta, spesso riuscendo a segnare direttamente dal corner utilizzando l'effetto Magnus, dopo averlo studiato. Grazie a questa sua particolarità, diviene famoso in tutto il Paese. Aveva un modo di leggere il gioco innovativo, giocando spesso il pallone con passaggi rapidi, un bagaglio tecnico e un repertorio di dribbling insoliti per un giocatore della sua altezza (187 cm), usando anche le finte di corpo. Il 30 agosto 1959, in un incontro di campionato valido per la quattordicesima giornata, Lobanovs'kyj realizza il suo primo gol in campionato con la maglia della Dinamo Kiev, siglando il parziale 2-0 contro la Dinamo Tbilisi (finirà 2-2). Termina l'annata 1959 con quattro marcature in campionato. Nel torneo del 1960 diviene titolare, il 2 maggio, Lobanovs'kyj va a segno su rigore segnando l'unica rete della Dinamo Kiev nella sconfitta casalinga patita per 1-2 contro la Bielorussia Minsk. Il 31 luglio seguente, Lobanovs'kyj sigla la sua prima doppietta, di cui un gol su rigore, nel 6-1 inflitto allo Spartak Vilnius. La Dinamo Kiev è inserita nel gruppo B: il 23 agosto, al primo match del raggruppamento, Lobanovs'kyj realizza una seconda doppietta contro la CSKA Mosca, in un match vinto per 5-2. Il 1960 è il suo anno migliore dal punto di vista realizzativo: mette a segno 12 gol, piazzandosi al sesto posto tra i marcatori del campionato e divenendo il capocannoniere della Dinamo Kiev.
Durante i primi anni sessanta è uno dei giocatori più talentuosi della squadra, protagonista dei due successi della Dinamo Kiev nel campionato e nella coppa sovietica. Forma un temibile trio offensivo assieme a Oleh Bazylevyč e Viktor Kanevs'kyj. Nel 1961 vince il suo primo campionato sovietico, il primo anche nella storia della Dinamo Kiev, contribuendo al successo del club siglando 10 reti, tra cui due doppiette: il 26 aprile contro Kalev Tallinn (6-1) e il 10 agosto contro il Qairat (5-1). Il 25 maggio 1962, una sua doppietta arrivata nel match del quinto turno di campionato contro la Lokomotiv Mosca in trasferta, consente alla Dinamo Kiev di superare gli avversari all'ultimo minuto per 3-2. Nell'annata 1963 firma due doppiette: il 29 agosto contro la Dinamo Leningrado (1-5) e il 25 settembre seguente contro l'Ararat (1-3).
Nei suoi ultimi anni a Kiev, nasce una rivalità calcistica con il compagno di squadra Anatolij Byšovec che si protrae anche negli anni seguenti, quando entrambi diventano allenatori. Dopo quattro anni da titolare, gioca pochi match (9 in campionato) nell'anno 1964, pur vincendo la coppa dell'URSS: le sue idee vanno in contrasto con quelle dell'allenatore Viktor Maslov, accusato da Lobanovs'kyj di soffocare la fantasia dei giocatori.
Nel 1965 si trasferisce al Chernomorets di Odessa: il 15 aprile, alla prima giornata di campionato, segna il suo primo gol con la nuova maglia contro la Dinamo Tbilisi, incontro perso 3-2. Il 2 maggio mette a referto due reti in due minuti, consentendo al club di ottenere i due punti contro lo Šachtër Donec'k (2-1). In seguito, decide il match di Mosca contro la CSKA per 0-1 e il derby di Odessa contro lo SKA Odessa, segnando l'unica rete dell'incontro a tre minuti dalla fine. A fine stagione totalizza 10 gol, rientrando al nono posto della classifica cannonieri. Nel 1966, Bazylevyč, con cui aveva già giocato assieme nella Dinamo Kiev, lo raggiunge a Odessa: in quest'annata Lobanovs'kyj segna 5 reti in campionato, prima di trasferirsi a Donec'k per giocare nello Šachtar, portandosi dietro Bazylevyč. Il 7 aprile 1967, Lobanovs'kyj segna il suo primo gol con lo Šachtër nella sfida contro la Dinamo Minsk per 1-4. Il 20 novembre, all'ultimo turno di campionato, firma una doppietta contro la CSKA Mosca (2-1). Termina l'anno a quota 9 reti, dodicesimo nella classifica capocannonieri. Al termine dell'annata 1968, durante la quale è stato anche capitano dello Šachtër, a 29 anni, si ritira dal calcio giocato e inizia la carriera d'allenatore.

#### Nazionale
Esordisce nella Nazionale sovietica il 4 dicembre 1960, convocato dal CT Gavriil Kačalin per giocare un'amichevole da titolare a Vienna contro l'Austria, sfida persa 3-1. Il 21 maggio 1961, a Varsavia, disputa il suo secondo e ultimo incontro da calciatore con la Nazionale dell'URSS: al 60' esce al posto di Gennadij Krasnickij contro la Polonia, match perso 1-0.

### Allenatore

#### 1968-1982: i primi anni al Dnepr e i successi con la Dinamo Kiev

##### I primi anni al Dnepr
Inizia presto la sua carriera d'allenatore, divenendo il tecnico della prima squadra del Dnepr nella seconda metà del 1968, a 29 anni: è il tecnico più giovane dell'Unione Sovietica. In questo periodo si avvicina alle idee del suo ex allenatore Maslov, in passato criticato aspramente dallo stesso Lobanovs'kyj. A fine stagione conclude il campionato di seconda divisione in terza posizione nel secondo raggruppamento, dietro a Sudostroitel Nikolaev e Metalist. L'anno seguente, nella seconda serie sovietica, vince subito il proprio girone con 57 punti in 42 giornate di campionato, davanti a SKA Kiev e Metalist, accedendo al girone finale comprendente le quattro vincitrici dei rispettivi raggruppamenti: il 31 ottobre, il Dnepr batte lo Žalgiris per 1-0, il successivo 3 novembre esce sconfitto contro lo Spartak Ordžonikidze col punteggio di 3-1 e tre giorni dopo pareggia 0-0 contro la SKA-Chabarovsk, concludendo il girone finale in seconda posizione proprio dietro allo Spartak e non riuscendo ad approdare in massima divisione, pur riuscendo a ottenere l'accesso al successivo campionato di seconda divisione a girone unico.
La seconda stagione alla guida del club di Dnipropetrovs'k inizia bene: nelle prime tredici giornate di campionato, tra l'11 aprile e il 21 giugno 1970, la squadra resta imbattuta vincendo otto incontri e pareggiandone cinque. Alla quattordicesima giornata arriva la prima sconfitta, in casa contro il Moldova Chișinău per 1-0. Segue un altro ko di fila, a L'vov contro il Karpaty (1-0). Il club guidato da Lobanovs'kyj inanella altri tre successi casalinghi consecutivi, prima di cadere in trasferta nei tre turni seguenti rimediando altrettante sconfitte. Il primo agosto, il Dnepr batte il Karpaty L'vov in casa per 3-2, rientrando nella lotta per la vittoria del campionato, ma quattro giorni dopo il club perde 2-0 a Kishinev, nuovamente contro la Moldova (a fine torneo undicesima). Dal 20 agosto al 4 ottobre successivo, Lobanovs'kyj non perde più alcun incontro dal ventiseiesimo turno fino all'ultimo, inanellando 13 successi e quattro pari: tuttavia, il Dnepr giunge terzo a quota 61 punti dietro alle promosse Karpaty L'vov (63) e Qairat (61), che passa in prima serie per la miglior differenza reti. Lobanovs'kyj conclude il torneo con il quarto miglior attacco, la seconda miglior difesa e il maggior numero di vittorie conquistate, 26 (ex aequo con il Karpaty).
La sua imbattibilità in campionato dura fino al 23 aprile 1971, quando alla quarta giornata il Metalist sconfigge il Dnepr a Char'kov per 1-0. Nelle successive sette trasferte porta a casa tre pareggi e quattro ko. Tra la quindicesima e la ventiseiesima giornata ottiene dieci vittorie e due pareggi che proiettano il club verso i vertici del torneo: il 26 agosto 1971, Lobanovs'kyj è fermato a Mosca dalla Lokomotiv. Negli ultimi quindici incontri di campionato, il tecnico conquista undici successi, tre pareggi e una sola partita persa: vince il campionato di seconda divisione con 63 punti, uno in più rispetto alla Lokomotiv Mosca, arrivando al primo posto con il miglior attacco e la miglior difesa.
Quello del 1972 è il primo campionato sovietico di prima divisione disputato da Lobanovs'kyj in qualità di allenatore: alla guida del Dnepr, il tecnico costruisce un fortino inespugnabile in casa - l'unica sconfitta patita a Dnipropetrovs'k è datata 21 ottobre, contro lo Zorja futuro vincitore del campionato per 1-2, al ventottesimo turno - riuscendo a battere CSKA Mosca (2-1), Lokomotiv Mosca (1-0), Spartak Mosca (1-0) e strappando un pareggio alla Dinamo Kiev di Aleksandr Sevidov per 2-2.

##### I successi e l'affermazione internazionale con la Dinamo Kiev

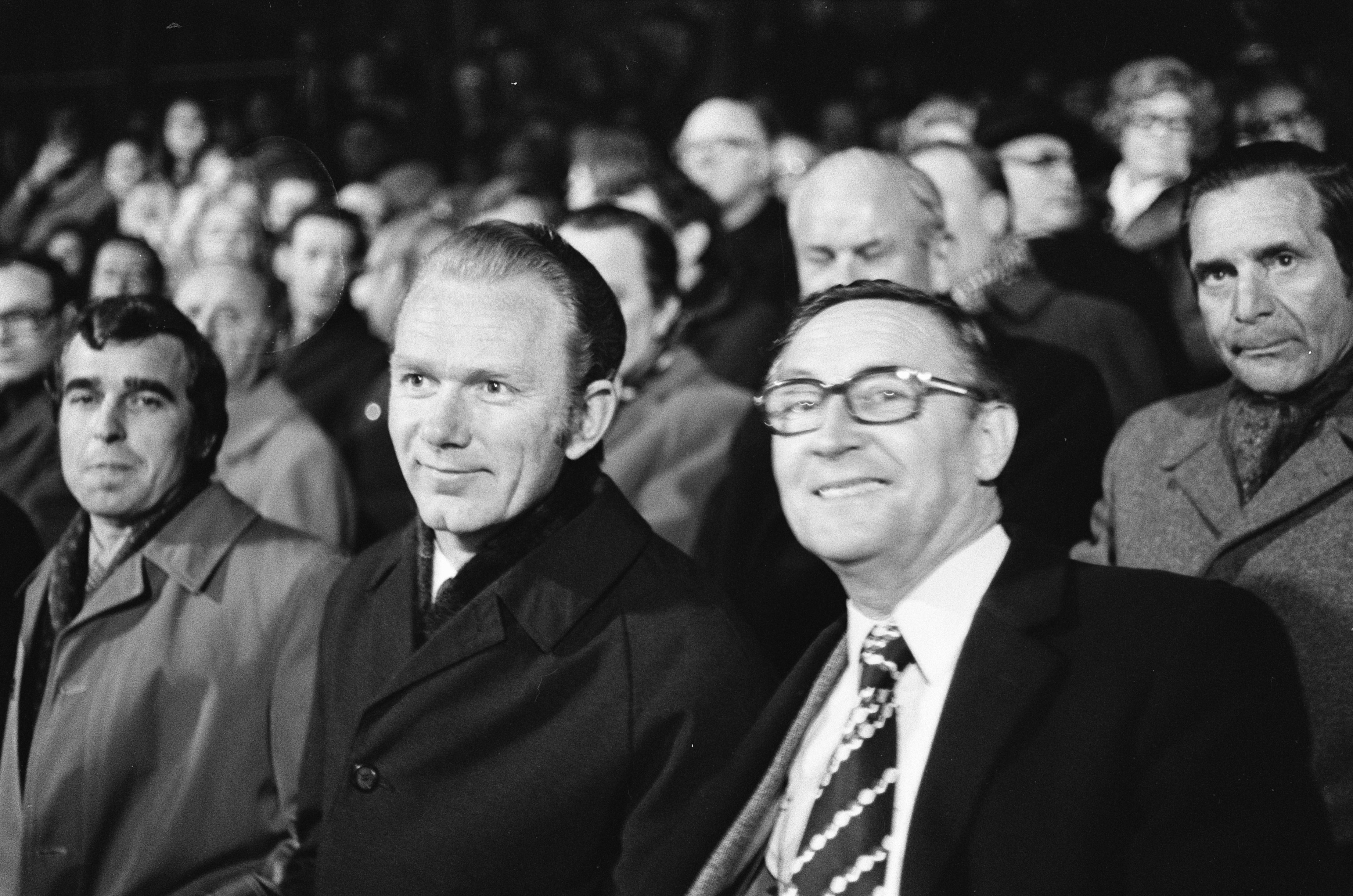
Lobanovs'kyj (a sinistra) ad Eindhoven nel 1975 insieme al dirigente del Ben van Gelde

Nell'ottobre 1973, Lobanovs'kyj è chiamato sulla panchina della Dinamo Kiev, sostituendo proprio Sevidov: debutta il 20 ottobre a L'vov contro il Karpaty, pareggiando l'incontro 0-0 ai tempi regolamentari e vincendo per 4-5 ai tiri di rigore. Perde ai rigori la sfida successiva contro il Kairat, cogliendo i suoi primi due punti il primo novembre seguente, contro il Paxtakor (0-1). A Kiev, trovando un gruppo esperto formato da giocatori talentuosi, che possono giocare in più ruoli e che hanno un'ottima intesa, il colonnello riesce ad applicare praticamente da subito il suo stile di gioco alla Dinamo. I suoi calciatori di maggior talento sono i centrocampisti Viktor Kolotov e Volodymyr Veremjejev. In un campionato riformato, che prevede 2 punti a vittoria e 0 per la sconfitta e non prevede il pareggio, costringendo le squadre ad andare ai rigori assegnando un punto solo ai vincenti dagli undici metri e zero ai perdenti, Lobanovs'kyj raggiunge la seconda posizione totalizzando 36 punti, tre lunghezze in meno rispetto all'Ararat vincitore: il tecnico riesce a mantenere inviolato lo stadio Centrale, ma perde sei incontri in trasferta (alla prima giornata contro l'Ararat, poi anche contro Spartak Mosca, CSKA Mosca, Zorja, Zenit e il suo ex Dnepr). Decisivi anche i punti persi dagli undici metri (4), metà delle volte contro il retrocesso SKA Rostov, arrivato ultimo in classifica.
All'inizio del 1974, il colonnello chiama alla Dinamo Kiev Bazylevyč, che aveva già allenato nei due anni precedenti lo Šachtër. Pur avendo entrambi praticamente lo stesso ruolo, Bazylevyč si occupa specialmente della parte teorica, mentre Lobanovs'kyj di quella pratica con gli allenamenti. Nello stesso anno, rafforza ulteriormente il proprio staff tecnico con l'arrivo di Anatolij Puzač in qualità di assistente.
Durante il campionato del 1974, la Dinamo resta imbattuta a Kiev, ma cade più volte in trasferta, perdendo 4 incontri: al quinto turno, la Dinamo perde 1-0 a Kishinev contro il Nistru. Tra la sesta e la diciannovesima giornata, trova tredici risultati utili di fila, fermata il 20 agosto 1974 dallo Spartak a Mosca per 2-0. Dopo altri nove turni senza perdere, il 10 novembre seguente, Lobanovs'kyj vince il suo primo titolo d'allenatore con due partite ancora da giocare pareggiando a Tashkent contro il Paxtakor (3-3) e raggiungendo quota 40 punti, sette in più rispetto allo Spartak Mosca, che pur vincendo le ultime sue tre partite, non raggiunge più la Dinamo Kiev concludendo il torneo a -1 dal club di Lobanovs'kyj, che si permette di perdere gli ultimi due match contro Kairat (2-1), che a fine campionato retrocede assieme al Nistru, e Zenit (2-0). Tra giugno e agosto, il club prende parte anche alla Coppa dell'URSS: è l'unica squadra dell'intero torneo a partire dai quarti di finale. La Dinamo sconfigge il Dnepr 5-3 in un doppio confronto, supera in semifinale la Dinamo Tbilisi (1-0; 0-0) e in finale sconfigge lo Zorja ai tempi supplementari per 3-0, vincendo la competizione a otto anni di distanza dall'ultimo successo. Nel corso dell'annata, il club di Kiev è criticato dalla stampa per il gioco ritenuto troppo difensivista, pur vincendo a fine stagione entrambe le competizioni nazionali conquistando il double. Il duo tecnico formato da Lobanovs'kyj e Bazylevyč inizia a collaborare con Anatolij Zelencov, un ricercatore dell'Istituto di Educazione Fisica di Kiev, per dare ai propri giocatori dei precisi carichi di lavoro.
Al termine del campionato 1974, Lobanovs'kyj prosegue il lavoro della squadra continuando ad allenarla anche durante il periodo invernale con lunghe trasferte nei paesi occidentali, inizialmente con molti allenamenti basati sulla tattica e sulla teoria e in seguito anche con allenamenti pratici, riuscendo a dare la propria impronta al gioco della squadra, molto vicina al calcio totale fatto vedere dagli olandesi durante i Mondiali 1974.
Vincendo la coppa nazionale ad agosto, il club si guadagna l'accesso alla Coppa delle Coppe 1974-1975. Il 18 settembre, Lobanovs'kyj fa il suo debutto europeo vincendo 1-0 contro la CSKA Sofia con un gol di Oleh Blochin; lo stesso Blochin risolve anche il match di ritorno, a Sofia, vinto per 1-0. I sovietici superano anche Eintracht Francoforte (3-5) e Bursaspor (0-3), arrivando alle semifinali della competizione: col raggiungimento delle semifinali della Coppa delle Coppe, verso la fine di marzo la federcalcio sovietica nomina Lobanovs'kyj nuovo CT dell'Unione Sovietica al posto di Konstantin Beskov, che è esonerato. La federcalcio inoltre sposta la sede delle partite casalinghe dalla capitale Mosca a Kiev, che fino ad allora aveva ospitato solamente tre partite casalinghe nell'intera storia della Nazionale, per fare in modo che i propri calciatori - la maggior parte provenienti dalla Dinamo di Lobanovs'kyj - siano supportati dal proprio pubblico.
Il 2 aprile 1975, il colonnello esordisce sulla panchina della Nazionale sovietica contro la Turchia a Kiev, in un incontro valido per la seconda giornata di qualificazioni all'Europeo 1976, schierando undici calciatori della Dinamo Kiev titolari (nella partita precedente i giocatori della Dinamo erano cinque): finisce 3-0 per l'URSS.
Nel frattempo, la Dinamo prosegue il proprio cammino europeo: contro il PSV, la Dinamo Kiev vince 3-0 in casa e perde il suo unico incontro nel torneo a Eindhoven per 2-1, approdando in finale contro il Ferencváros. Gli ungheresi hanno eliminato Liverpool e Stella Rossa, quest'ultima a sua volta aveva estromesso il Real Madrid, ma nella finale sono privi del difensore László Bálint (squalificato) e degli infortunati László Branikovits e László Pusztai: a Basilea, il 14 maggio 1975, la doppietta di Vladimir Oniščenko porta la Dinamo sul 2-0 durante il primo tempo e nella ripresa chiude il match Blochin siglando il 3-0 definitivo. Con questo successo europeo, il primo non solo per la Dinamo Kiev ma anche per una squadra dell'Unione Sovietica, Lobanovs'kyj raggiunge fama internazionale. In seguito alla vittoria della competizione europea, l'allenatore è premiato con il titolo sportivo di "Maestro Onorato dello Sport dell'URSS".
Quattro giorni dopo, la Nazionale sovietica, nuovamente composta da undici giocatori della Dinamo Kiev, vince il secondo match di qualificazione giocato a Kiev per 2-1 contro l'Irlanda – che l'anno precedente, con Beskov in panchina, aveva battuto i sovietici per 3-0 – esprimendo un ottimo stile di gioco. Nel luglio seguente, esce ai quarti di finale di Coppa dell'URSS contro la Dinamo Tbilisi (2-1) e a settembre vince la Supercoppa UEFA battendo il Bayern Monaco 1-0 in casa (rete di Blochin) e 2-0 a Kiev (doppietta di Blochin) e conquistando un altro titolo europeo. Al termine dell'annata 1975, Lobanovs'kyj vince il suo secondo campionato sovietico consecutivo, davanti a Šachtër e Dinamo Mosca. La Dinamo Kiev partecipa alla Coppa dei Campioni, superando i primi due turni e raggiungendo i quarti di finale, dove esce contro il Saint-Étienne: dopo aver vinto per 2-0 in casa, la squadra sovietica perde 3-0 in Francia ai tempi supplementari. Il 12 novembre 1975 vince anche contro la Svizzera (4-1) a Kiev, garantendosi l'accesso alla fase finale dell'Europeo davanti a Irlanda e Turchia, pur perdendo l'ultima sfida di qualificazioni. Il 20 marzo 1976, l'Unione Sovietica per la prima volta perde un match internazionale a Kiev, seppur amichevole, contro l'Argentina (0-1). Il 24 aprile 1976, ai quarti di finale dell'Europeo, l'URSS perde 2-0 a Bratislava contro la Cecoslovacchia e nella sfida di ritorno a Kiev, l'URSS pareggia 2-2 ed è subito fuori dall'Europeo 1976 (poi vinto proprio dalla Cecoslovacchia).
La federcalcio sovietica mantiene Lobanovs'kyj in panchina anche per le Olimpiadi di Montreal 1976: il 19 luglio, l'Unione Sovietica batte i padroni di casa del Canada per 1-2 (doppietta di Onišenko), quattro giorni dopo supera anche la Corea del Nord (3-0), vincendo il proprio raggruppamento e accedendo ai quarti di finale: l'URSS sconfigge l'Iran (2-1), ma in semifinale è eliminata dalla Germania dell'Est (1-2). Il 29 luglio, l'Unione Sovietica si gioca la finale per il terzo posto delle Olimpiadi contro il Brasile, vincendo il match per 3-0 e ottenendo la medaglia di bronzo olimpica.
Al termine della competizione, Lobanovs'kyj è licenziato da CT dell'Unione Sovietica a causa del fallimento sia nell'Europeo sia nella competizione olimpica. La Nazionale composta dai giocatori della Dinamo Kiev del colonnello è smantellata: per diversi calciatori quella del 29 luglio 1976 è l'ultima partita in Nazionale. Viktor Zvjahincev, Fomenko e Reško non sono più convocati. Kolotov è reintegrato nell'URSS a più di un anno di distanza, ritirandosi dalla Nazionale a ventotto anni.
Nel 1976 sono disputati due campionati sovietici, una in primavera uno nella stagione autunnale. Nel torneo primaverile, la Dinamo Kiev raggiunge l'ottava posizione in classifica, mentre in quello autunnale arriva al secondo posto, alle spalle della Torpedo Mosca. Nella coppa sovietica, la squadra di Kiev esce ai quarti di finale contro il Dnepr (2-1). In Coppa Campioni, il club sovietico elimina Partizan Belgrado (5-0), PAOK Salonicco (6-0) e il Bayern Monaco ai quarti di finale (1-0 in trasferta, 2-0 a Kiev), raggiungendo le semifinali della competizione europea: la Dinamo Kiev supera 1-0 in casa il Borussia M'gladbach, ma al ritorno in terra tedesca è sconfitta per 2-0 ed eliminata dal torneo. Dopo questa stagione, Bazylevyč lascia la Dinamo Kiev.
Dopo sedici risultati utili di fila, il 17 agosto 1977 Lobanovs'kyj perde il suo unico match in campionato a Dnipropetrovs'k contro il Dnepr (0-1). Non perde più nessuno dei suoi restanti tredici incontro, vincendo il campionato sovietico del 1977 con 14 vittorie, 15 pareggi e un solo ko, superando di quattro lunghezze la Dinamo Tbilisi. Nella coppa dell'URSS, la Dinamo Kiev si ferma nuovamente ai quarti di finale, contro la Dinamo Mosca (3-0).
Nel 1978 la Dinamo Kiev arriva al secondo posto in campionato e vince la coppa dell'URSS perdendo un solo incontro nel torneo a Odessa contro il Černomorec (2-1) e battendo lo Zenit in semifinale (3-2) e lo Šachtër in finale (2-1) ai tempi supplementari. In Coppa UEFA, la Dinamo è subito estromessa dalla competizione contro l'Eintracht Braunschweig (1-1), per la regola dei gol fuori casa.
Col successo nella Coppa sovietica 1978 termina il primo ciclo di successi della Dinamo Kiev.
Negli anni successivi, Lobanovs'kyj diviene uno dei maggiori fautori dell'apertura delle frontiere per i calciatori sovietici, sostenendo che avrebbe dato una migliore visione del calcio sovietico. Si rende protagonista nel passaggio dei calciatori sovietici dal dilettantismo al professionismo, intenzionato a chiedere che le squadre sovietiche non siano più finanziate dall'esercito, dalla polizia o da associazioni di lavoratori, puntando sull'autogestione e sui proventi degli incassi delle partite: il passaggio al professionismo per i calciatori dell'URSS avviene solo alla fine degli anni ottanta, dopo la perestrojka di Michail Gorbačëv che permette la riforma del calcio sovietico.

#### 1979-1990: il nuovo ciclo di vittorie e la sinergia tra Dinamo Kiev e URSS

##### 1979-1985: il secondo ciclo di vittorie
(Il Pallone d'oro 1986 Igor Belanov sul suo arrivo alla Dinamo Kiev di Lobanovs'kyj l'anno prima.)
Nel campionato del 1979, per la prima volta dall'arrivo di Lobanovs'kyj, la Dinamo Kiev a fine stagione non ha né il miglior attacco né la miglior difesa: il torneo è chiuso in terza posizione, a tre lunghezze dallo Spartak Mosca e a una dallo Šachtër Donec'k. Nella coppa nazionale, la Dinamo è fermata ai quarti di finale dal CSKA di Mosca (0-1) e in Coppa Campioni si ferma agli ottavi, battuto trasferta dal Malmö FF per 2-0 dopo lo 0-0 rimediato in casa.
Nel 1980 Lobanovs'kyj apre un nuovo ciclo di vittorie alla guida della Dinamo Kiev. Torna a vincere il campionato sovietico a due anni di distanza, il suo quarto personale, con il miglior attacco e la miglior difesa della competizione, trascinato dai gol di Blochin. Nella Kubok SSSR, la Dinamo Kiev è estromessa in semifinale dalla Dinamo Tbilisi (2-1). In Coppa UEFA, i sovietici terminano il percorso europeo agli ottavi contro la Lokomotiv Sofia a causa dei gol subiti fuori casa (ko per 1-0 a Sofia, vittoria per 2-1 a Kiev). Nello stesso anno, il club di Kiev si gioca la seconda edizione della Supercoppa sovietica contro i vincitori della coppa nazionale, lo Šachtër: dopo l'1-1 dei tempi regolamentari e di quelli supplementari, si va ai rigori, che vedono il successo della Dinamo per 5-4.
Lobanovs'kyj vince con un netto distacco anche il campionato del 1981 (il suo quinto), restando imbattuto in casa e perdendo il primo incontro dopo ventisette partite a Mosca, contro la CSKA (2-0). Negli ultimi match di campionato, perde altri due incontri in trasferta, a Tbilisi (3-1) e nuovamente a Mosca, contro la Dinamo (2-1). In coppa è eliminato ai quarti di finale dallo Spartak Mosca per 3-0. In Coppa UEFA, la squadra esce subito contro il Levski Sofia (1-1), nuovamente per i gol in trasferta. Il 20 luglio 1982, la Dinamo Kiev perde in casa per 2-3 contro la Dinamo Minsk: non perdeva a Kiev da quasi tre anni, dal 28 settembre 1979 quando lo Spartak vinse per 0-2. Al termine dell'annata 1982, Lobanovs'kyj perde il campionato proprio ai danni della Dinamo Minsk per un punto, ritrovando il successo nella coppa sovietica a distanza di 4 anni dall'ultima volta: a differenza delle passate stagioni, la Dinamo Kiev parte subito dai quarti di finale, vincendo due incontri e la finale contro la Torpedo a Mosca per 0-1. Inserita nella Coppa dei Campioni 1982-1983, la Dinamo Kiev fatica a passare i primi turni contro Trabzonspor (2-1) e Austria Vienna (2-1), uscendo ai quarti contro gli inglesi dell'Aston Villa, vittoriosi in Inghilterra col punteggio di 2-0.
Nell'ottobre 1982, torna a essere CT della Nazionale sovietica per disputare le qualificazioni in vista di Euro 1984, sostituendo nuovamente Konstantin Beskov. Per accedere alla fase finale dell'Europeo, l'URSS deve necessariamente vincere il proprio girone composto da Finlandia, Polonia e Portogallo. Il 13 ottobre 1982, il colonnello torna sulla panchina della Nazionale vincendo per 2-0 il match di qualificazione contro la Finlandia. Nella stagione 1983 lascia la Dinamo Kiev. Il 27 aprile 1983, Lobanovs'kyj batte nettamente il Portogallo per 5-0, raggiungendo la nazionale lusitana al primo posto nel proprio raggruppamento con 6 punti. In seguito, l'URSS pareggia contro la Polonia (1-1), batte la Finlandia (0-1) e sconfigge anche la Polonia nella sfida di ritorno (2-0), arrivando all'ultimo turno di qualificazione con il primo posto nel girone a quota 9 punti, uno in più rispetto al Portogallo che ha perso la sola partita contro l'Unione Sovietica ma vinto tutte le altre: l'incontro, giocato a Lisbona il 13 novembre 1983, vede la vittoria del Portogallo per 1-0 con un rigore trasformato da Rui Jordão al 44', che supera l'URSS e si qualifica per la fase finale. A causa di questa sconfitta e della mancata qualificazione, Lobanovs'kyj è esonerato dal ruolo di commissario tecnico.
Nel 1984 torna sulla panchina della Dinamo Kiev rilevando l'incarico da Morozov, già suo assistente quando Lobanovs'kyj era CT dell'URSS nel biennio 1975-1976 e nel 1983 e che aveva avuto un'annata negativa. A causa di qualche defezione, la Dinamo non riesce a risollevarsi, chiudendo il campionato in decima posizione e uscendo dalla coppa sovietica agli ottavi di finale, sconfitta per 4-2 dal CSKA Mosca ai tempi supplementari. Dopo 14 anni, il club di Kiev non partecipa più a una competizione europea, inoltre il decimo posto è la peggior posizione in campionato della Dinamo dal campionato del 1950, 34 anni prima. Al termine di questa stagione la squadra si attira le critiche da parte di tifosi e Lobanovs'kyj rischia di essere esonerato. Alla fine, i giocatori danno la propria fiducia all'allenatore, che resta sulla panchina della Dinamo.
Nel 1985 vince per la sesta volta il campionato sovietico, con due punti di vantaggio sullo Spartak Mosca. Lobanovs'kyj riesce a conquistare anche il double, vincendo la coppa nazionale in finale contro lo Šachtër Donec'k per 2-1. Il tecnico sconfigge nuovamente lo Šachtër Donec'k nella Supercoppa sovietica ai rigori per 3-1 dopo aver pareggiato l'incontro 2-2 ai tempi supplementari.

##### 1986-1990: la sinergia tra Dinamo Kiev e nazionale sovietica
(Detto popolare tra gli appassionati di calcio sovietici.)

Una formazione dell' di Lobanovs'kyj nel 1988, finalista all'Europeo di Germania Ovest: tra di loro vari elementi — Lytovčenko, Baltača, Bezsonov, Jakovenko, Jaremčuk, Dem"janenko e Protasov — appartenenti al blocco Dinamo Kiev

Nel 1986 la Dinamo Kiev è eliminata agli ottavi di finale di coppa nazionale contro lo Spartak Mosca ai tiri di rigore. Iscrittasi alla Coppa delle Coppe, la Dinamo Kiev elimina l'Utrecht (perde 2-1 in trasferta e vince 4-1 in casa) e Universitatea Craiova (2-5), Rapid Vienna (2-9) e Dukla Praga (4-1), accedendo alla finale della competizione europea. Il 2 maggio 1986, a Lione, la Dinamo Kiev gioca la finale della Coppa delle Coppe contro l'Atlético Madrid, vincendo l'incontro per 3-0, mostrando un ottimo calcio e surclassando gli avversari. Nel maggio 1986, a 15 giorni dalla partenza dell'URSS per il Mondiale messicano, è richiamato per la terza volta come CT della Nazionale sovietica al posto di Ėduard Malafeeŭ. Lobanovs'kyj mette in disparte i giocatori selezionati dal precedente CT Malafeeŭ, e decide di chiamarne dodici che allena alla Dinamo Kiev, «trapiantandoli» nella Nazionale sovietica, come fece nel 1975: di questi, nove sono protagonisti nella vittoria contro l'Ungheria.
Il suo primo impegno con la Nazionale sovietica coincide con la prima partita del campionato mondiale di calcio 1986 svoltosi in Messico: a Irapuato, senza due dei suoi giocatori di maggior talento, Oleh Blochin e Oleh Protasov, esclusi per scelta tecnica da Lobanovs'kyj (scarsa forma fisica), l'URSS travolge l'Ungheria per 6-0, record come vittoria più larga dell'intero torneo. L'Ungheria era considerata una nazionale tra le migliori della stagione, anche dopo aver battuto il Brasile per 3-0 pochi mesi prima del Mondiale. Durante l'incontro Lobanovs'kyj riesce a far praticare ai suoi giocatori un altissimo ritmo di gioco, dettato dal pressing e dagli schemi eseguiti a memoria e in maniera pressoché perfetta, trasformando le ambizioni della Nazionale da semplice concorrente a favorita per la vittoria del Mondiale.
Nei giorni successivi, il colonnello aumenta l'intensità e il numero di allenamenti giornalieri fino a tre al giorno: a poche ore (quattro) dopo la vittoria contro l'Ungheria, i giocatori sono già tornati ad allenarsi. Nel match seguente pareggia 1-1 contro la Francia e nell'ultima sfida del girone contro il Canada, schiera 9 riserve su 11, vincendo con un agevole 2-0. Due giorni dopo, durante una seduta di allenamento, sviene in campo. Il 15 giugno, nella sfida valida per gli ottavi di finale del Mondiale, dopo essere passata due volte in vantaggio con i gol di Belanov, l'URSS perde 4-3 contro il Belgio: alla fine del match la nazionale sovietica è accusata di essere calata fisicamente, dopo essere partita "troppo forte" contro l'Ungheria.
Al termine della stagione 1986 vince il suo settimo campionato sovietico con un punto di vantaggio sulla Dinamo Mosca. In Coppa dei Campioni, la Dinamo Kiev elimina Beroe (1-3), Celtic (2-4) e Beşiktaş (0-7), raggiungendo la semifinale dove è estromessa dal Porto (4-2), futuro vincitore della competizione. Nei mesi seguenti del 1987, termina il campionato in sesta posizione e vince la coppa nazionale, trovando la vittoria ai rigori sia in semifinale, contro la Dinamo Mosca, sia nella finale contro la Dinamo Minsk, rimontando fino al 3-3 dei tempi regolamentari dopo esser stato in svantaggio per tutto l'incontro. Nella Coppa dei Campioni 1987-1988, il club sovietico esce al primo turno per mano dei Rangers (1-2).
Nel marzo 1988 soffre di un attacco di cuore ed è costretto a restare in Unione Sovietica alla vigilia di un match amichevole contro l'Argentina vinto per 4-2. Resta lontano dalla guida della Nazionale per diversi mesi, venendo sostituito tra marzo e maggio prima da Nikita Simonjan, poi da Jurij Morozov. Ritorna a guidare la Nazionale sovietica a giugno. Dei 22 giocatori convocati per Euro 1988, 13 sono della Dinamo Kiev guidata da Lobanovs'kyj.
Durante le qualificazioni per l'Europeo 1988, l'Unione Sovietica incontra nel proprio girone Francia e Germania Ovest, vincendo il terzo raggruppamento da imbattuta. Lobanovs'kyj debutta all'Europeo vincendo il 12 giugno contro i Paesi Bassi per 1-0 con il gol di Rats. Nei giorni successivi pareggia con l'Irlanda (1-1) e batte 3-1 l'Inghilterra. In semifinale, la nazionale sovietica sconfigge l'Italia segnando due gol in rapida successione durante il secondo tempo (Lytovchenko-Protasov) e approdando in finale, contro i Paesi Bassi già affrontati e battuti nella fase a gironi precedente: il 25 giugno 1988, l'URSS perde 2-0 contro i Paesi Bassi, dopo il vantaggio di Ruud Gullit arrivato al 32', il match è segnato dal gol di Marco van Basten, che al 54' da posizione defilata supera il portiere sovietico Rinat Dasaev con un pallonetto a scendere sul secondo palo. Durante Euro 1988, Lobanovs'kyj mostra un ottimo calcio, tuttavia secondo la stampa specializzata, la sua URSS finisce dopo questo match. Nella seconda metà degli anni ottanta, un giornalista delL'Équipe definisce il gioco eseguito dalle formazioni di Lobanovs'kyj come «il calcio del ventunesimo secolo».
Termina il campionato 1988 in seconda posizione, superato dal Dnepr, mentre in coppa dell'URSS è eliminato agli ottavi dal Rotor (3-5). Nel 1989 la Dinamo Kiev arriva in terza posizione nel campionato sovietico, piazzandosi dietro a Spartak Mosca e Dnepr. Nella coppa sovietica finisce la propria avventura in semifinale, fermata dalla Torpedo Mosca sul 2-0. In Coppa UEFA, i sovietici superano nettamente MTK Budapest (6-1) e Baník Ostrava (4-1), ma escono dalla competizione europea agli ottavi di finale, esclusi col risultato di 1-0 dalla Fiorentina.
Nel dicembre 1989 Lobanovs'kyj prende la decisione di non guidare più la Nazionale sovietica dopo il Mondiale 1990.
Il 5 maggio 1990 la Dinamo Kiev vince per 6-1 la finale di coppa dell'URSS contro la Lokomotiv Mosca: è la sesta vittoria nella coppa sovietica per Lobanovs'kyj, che eguaglia così il suo allenatore Maslov in questo primato. Segna anche l'ultimo titolo sovietico vinto da Lobanovs'kyj e la conseguente fine del suo secondo ciclo di vittorie.
Il colonnello guida la nazionale sovietica anche nelle qualificazioni per il Mondiale di Italia 1990, vincendo il proprio girone di qualificazione, comprendente anche Germania Est e Austria. Inserita nel gruppo B con Argentina, Camerun e Romania, il 9 giugno l'Unione Sovietica perde a sorpresa contro la Romania per 2-0 - doppietta di Lacatus - anche a causa del portiere Dasaev che a fine partita Lobanovs'kyj decide di lasciare in panchina per il resto del Mondiale, schierando al suo posto Uvarov. Il ko subito contro la Nazionale romena è criticato anche in patria. Quattro giorni dopo, l'URSS perde ancora 2-0 contro l'Argentina di Maradona. Il 18 giugno arriva l'unica vittoria, ormai inutile per il passaggio del turno, contro il Camerun: la nazionale sovietica guidata da Lobanovs'kyj, con 2 punti e ultima nel proprio girone, è eliminata dalla rassegna mondiale, in quello che è considerato un fallimento del CT. Il tecnico lascia la panchina della Nazionale sovietica.
Dopo il 1990 diminuisce notevolmente la propria attività di allenatore a causa di continui problemi cardiaci e nel mese di settembre, a campionato in corso, lascia la panchina della Dinamo Kiev a Anatolij Puzač, suo assistente per quindici anni, che a fine stagione vince il titolo.

#### 1990-2002: le esperienze all'estero e il secondo ritorno alla Dinamo Kiev

##### 1990-1996: l'avventura in Medio Oriente
Nell'estate 1990 diviene il commissario tecnico degli Emirati Arabi Uniti, firmando un biennale e portandosi con sé l'assistente e suo ex giocatore Volodymyr Veremjejev. Durante questo periodo ottiene uno stipendio pari a 40 milioni di lire al mese. Gli Emirati Arabi Uniti prendono parte alle qualificazioni per la Coppa d'Asia 1992: il 27 maggio la Nazionale guidata da Lobanovs'kyj batte il Kuwait 3-2 e tre giorni dopo supera anche il Bahamas per 3-1, accedendo alla fase finale: l'EAU pareggia a reti bianche contro Giappone e Iran, vincendo in rimonta negli ultimi minuti l'ultimo match della fase a giorni contro la Corea del Nord per 2-1, approdando alle semifinali. Il 6 novembre successivo, gli Emirati perdono 2-0 contro l'Arabia Saudita e il giorno dopo perdono anche la finale per il terzo posto contro la Cina ai rigori per 4-3, dopo l'1-1 dei tempi regolamentari. Nei giorni seguente, la Nazionale disputa anche la Coppa delle Nazioni del Golfo. Gli EAU perdono il primo incontro con il Kuwait (2-0), poi battono Arabia Saudita (1-0) e Bahrein (2-0), cadendo contro il Qatar 1-0. Il 9 dicembre, l'ultimo match del torneo, è vinto 1-0 contro l'Oman: Lobanovs'kyj termina la competizione in quarta posizione con sei punti (due per vittoria) assieme a Bahrein e Arabia Saudita dietro il Qatar vincitore.
Nel 1993 è licenziato da CT degli Emirati Arabi Uniti. Nello stesso anno è chiamato ad allenare la Nazionale del Kuwait. Partecipa alle qualificazioni per il Mondiale 1994 negli Stati Uniti: il Kuwait resta imbattuto nelle prime cinque partite, rifilando passivi pesanti al Macao (1-10 all'andata e 8-0 al ritorno), battendo in casa la Malaysia (2-0) e ritrovandosi a giocare la qualificazione fino all'ultima partita contro l'Arabia Saudita, entrambi a quota 8 punti: il 18 maggio 1993, Lobanovs'kyj esce sconfitto per 2-0 a Riyadh e l'Arabia Saudita passa al secondo turno delle qualificazioni. Nel mese di ottobre, il Kuwait prende parte ai Giochi asiatici 1994: nella fase a gironi, pareggia con l'Oman (2-2), vincendo poi contro Nepal (8-0) e Corea del Sud (0-1) vincendo il proprio girone. Ai quarti di finale, Lobanovs'kyj sconfigge gli Emirati Arabi Uniti 2-1 ai supplementari e raggiunge la semifinale del torneo, dove cade contro la Cina per 2-0. Il Kuwait si gioca il terzo posto nella finalina contro la Corea del Sud, vincendo in rimonta per 2-1 e conquistando la medaglia di bronzo. Tra il novembre e il dicembre 1994, il Kuwait partecipa alla Coppa delle Nazioni del Golfo, rimediando una sola vittoria contro il Qatar per 1-0, un pareggio e tre sconfitte. Nel 1996 si dimette e torna a Kiev, per allenare la Dinamo.

##### Il secondo ritorno a Kiev e le ultime vittorie
Tornato alla Dinamo Kiev nel gennaio 1997, vince subito sette partite di campionato consecutive, perdendo il suo unico incontro stagionale su quindici match il 22 aprile a Ternopil' contro il Nyva. Nella giornata seguente batte i rivali dello Šachtar Donec'k per 3-1 e resta imbattuto fino al termine del torneo, che la Dinamo vince con quattro giornate d'anticipo e con undici lunghezze di vantaggio sul club di Donetsk. In termine di partite giocate/vinte, quella del 1996-1997 è la migliore per Lobanovs'kyj che centra l'80% di vittorie. Nella sua seconda stagione, il colonnello centra la doppietta, vincendo il campionato nuovamente davanti allo Šachtar grazie ai gol di Rebrov e la coppa battendo in finale il CSKA Kiev per 2-1 con una doppietta di Ševčenko. In Champions League, la Dinamo Kiev supera Barry Town (6-0) e Brøndby (3-4), accedendo alla fase a gironi. Gli ucraini sono inseriti nel gruppo C assieme a PSV, Newcastle Utd e Barcellona: alla prima giornata sconfiggono il PSV (3-1), poi pareggiano contro il club inglese per 2-2 e battono nettamente il Barcellona con un 3-0 a Kiev e un 4-0 al Camp Nou. Con il primo posto nel girone, la Dinamo pareggia il match di ritorno con il PSV (1-1) e perde contro il Newcastle 2-0, raggiungendo i quarti di finale dov'è eliminato dalla Juventus con un complessivo 5-2.
Nel 1999 Lobanovs'kyj conquista il suo secondo double di fila, vincendo il campionato con 9 punti di vantaggio sullo Šachtar Donec'k e vincendo la coppa nazionale contro il Karpaty in finale (3-0): il protagonista di questa stagione è Ševčenko, che oltre a una doppietta nella finale di Coppa d'Ucraina, vince anche il titolo di miglior marcatore del campionato e della Champions League. In Champions, la Dinamo Kiev elimina facilmente il Barry Town, questa volta per 10-1, e supera anche lo Sparta Praga ai rigori dopo l'1-1 tra andata e ritorno. Inserito nel gruppo E assieme a Lens, Arsenal e Panathīnaïkos, il club ucraino ottiene due punti nelle prime tre partite, scivolando in ultima posizione. La Dinamo Kiev vince i tre match restanti e passa il turno con il primo posto nel proprio raggruppamento, approdando ai quarti, dove estromette dalla competizione il Real Madrid, pareggiando al Bernabéu 1-1 e vincendo a Kiev per 2-0 con una doppietta di Ševčenko arrivata nella ripresa. In semifinale, la Dinamo Kiev affronta il Bayern Monaco, ritrovandosi in vantaggio per 2-0 con due reti di Ševčenko, ma facendosi rimontare nel finale dai tedeschi che escono dall'Olimpico di Kiev con un 3-3. Al ritorno, il Bayern supera gli ucraini per 1-0, eliminandoli dalla competizione europea.
A fine stagione Ševčenko si trasferisce al Milan: al suo posto subentra Maksim Šackich, prelevato dalla seconda serie russa, che alla sua prima stagione segna 20 gol in campionato trascinando la Dinamo Kiev di Lobanovs'kyj al terzo titolo ucraino consecutivo, vinto con 27 successi e 3 pareggi su 30 incontri e con 18 punti di distacco sullo Šachtar. In Champions League, la Dinamo Kiev passa i turni preliminari e raggiunge la fase a gironi, dove affronta Lazio, Maribor e Bayer Leverkusen nel gruppo A: gli ucraini trovano un punto a Leverkusen nelle prime tre giornate, finendo all'ultimo posto nel proprio girone. Nell'ottobre 1999 è ricoverato in ospedale per problemi cardiaci. Come nella stagione precedente, la squadra guidata da Lobanovs'kyj si rialza nelle partite rimanenti cogliendo due successi contro il Bayer Leverkusen (4-2) e a Maribor (1-2), perdendo contro la Lazio in casa per 0-1 l'ultimo match. Gli ucraini finiscono a 7 punti, gli stessi del Bayer Leverkusen, che chiude dietro alla Dinamo a causa degli scontri diretti sfavorevoli. Per il terzo anno di fila, Lobanovs'kyj supera la fase a gironi, arrivando a una seconda fase a gironi: incontra Rosenborg, Bayern Monaco e Real Madrid. Pur fermando il Real a Madrid sul 2-2 e battendo il Bayern in casa per 2-0, nonostante i 10 punti conquistati, gli stessi del Real Madrid, la Dinamo è estromessa dal torneo a causa degli scontri diretti sfavorevoli col Real Madrid, che aveva vinto la prima partita a Kiev 2-1.
Nel marzo del 2000 Lobanovs'kyj diviene il CT della Nazionale ucraina. Al termine della stagione, la Dinamo vince anche la coppa nazionale sul Kryvbas (1-0), ottenendo il terzo double di fila in tre stagioni.
Il campionato della Dinamo Kiev 2000-2001 inizia male: dopo quattro giornate, arriva il primo ko a Leopoli contro il Karpaty (2-0). I rivali dello Šachtar riescono ad andare in testa alla sesta giornata e la Dinamo è costretta a inseguire fino alla tredicesima giornata, quando il club di Kiev raggiunge lo Šachtar a quota 30 punti. Il 2 aprile 2001, al sedicesimo turno di campionato, per la prima volta in stagione, la Dinamo Kiev torna in vetta al torneo, per poi perdere il primo posto cinque giorni dopo, nello scontro diretto contro lo Šachtar Donec'k vinto dagli avversari per 2-1 a Kiev. A cinque turni dal termine del campionato, Lobanovs'kyj torna in prima posizione, ma è nuovamente scavalcato dallo Šachtar a tre giornate dalla fine. In una delle edizioni del campionato ucraino più combattute della storia, alla penultima giornata Lobanovs'kyj vince sul Tavrija in trasferta per 2-1 mentre lo Šachtar è fermato sullo 0-0 dall'altra squadra di Kiev, il CSKA. All'ultima giornata la Dinamo Kiev vince contro il Dnepr e il colonnello vince il suo quarto campionato nazionale consecutivo. Nella coppa ucraina, il club è eliminato al primo turno e in Champions League la squadra ucraina non riesce a passare la fase a gironi, inserita in un gruppo con Anderlecht, PSV e Manchester Utd.
Nel giugno del 2001 è ricoverato in ospedale per problemi cardiaci.
In Champions, la Dinamo Kiev arriva ultima nel proprio girone comprendente Boavista, Liverpool e Borussia Dortmund. Dal settembre 2000 all'ottobre 2001, il colonnello guida l'Ucraina nelle partite valide per le qualificazioni al Mondiale 2002, perdendo un solo match, il primo, contro la Polonia: dopo dieci incontri, l'Ucraina totalizza 17 punti, chiudendo il proprio raggruppamento in seconda posizione dietro la Polonia e finendo ai play-off. Nel novembre successivo, l'Ucraina affronta la Nazionale tedesca ai play-off e dopo l'1-1 ottenuto a Kiev, perde 4-1 a Dortmund, non riuscendo ad arrivare alla fase finale del Mondiale. Lobanovs'kyj inizia a soffrire seriamente di problemi cardiaci alla fine del 2001: nel dicembre dello stesso anno, a 63 anni, dopo la sconfitta contro la Germania, da le proprie dimissioni da commissario tecnico dell'Ucraina, lasciando la nazionale ucraina a Leonid Burjak, considerato il suo erede.
Porta la Dinamo Kiev fino alla finale di Coppa d'Ucraina, poi persa dal suo successore Mychajlyčenko contro lo Šachtar e in campionato resta imbattuto fino alla propria morte, vincendo 17 incontri e pareggiando 4 dei 21 in campionato e portando la Dinamo in prima posizione con tre lunghezze di vantaggio sullo Šachtar Donec'k: dopo la sua dipartita, Mychajlyčenko si fa rimontare dal club di Donetsk che, vincendo lo scontro diretto alla penultima giornata, supera la Dinamo Kiev e vince il campionato.

### La morte e i riconoscimenti postumi

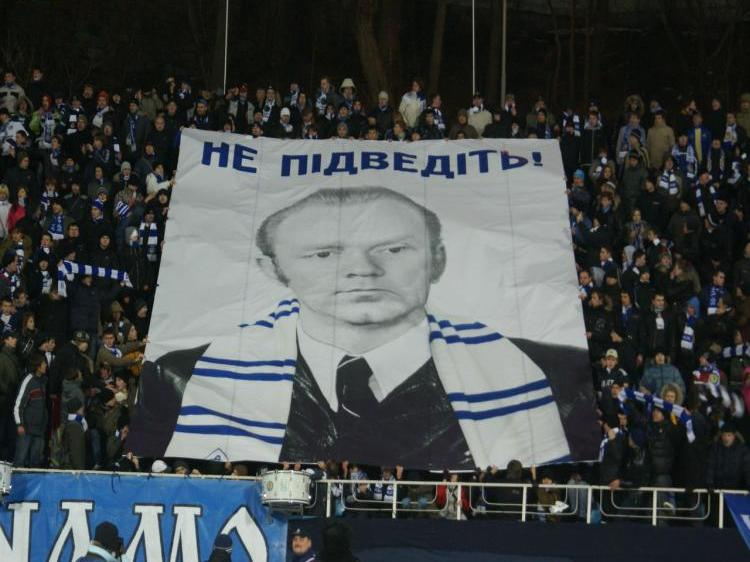
Striscione della tifoseria della Dinamo Kiev dedicato a Lobanovs'kyj nel 2008

Il 7 maggio 2002 è stato sottoposto a un intervento chirurgico d'urgenza dopo aver avuto un'emorragia cerebrale mentre era in panchina nel match di campionato tra Metalurh Zaporižžja e Dinamo Kiev, vinto dalla sua squadra per 3-1. Pochi giorni prima, il 4 maggio, era stato operato in un ospedale di Kiev sempre a causa dell'emorragia cerebrale. Non riprende più conoscenza, perendo nella città di Zaporižžja sei giorni dopo, il 13 maggio e destando grande cordoglio. Nella finale di Champions League 2002, disputatasi pochi giorni dopo, venne osservato un minuto di silenzio in suo onore. È sepolto nel cimitero di Bajkove a Kiev: il 16 maggio, alla processione per il suo funerale si stima siano arrivate tra le sessanta e le centocinquantamila persone (secondo altre fonti 200.000).
Nel maggio del 2002, lo stadio della Dinamo Kiev è stato nominato Stadio Dynamo Lobanovs'kyj in suo onore. Nel giugno seguente, è votato allenatore ucraino dell'anno postumo. Nello stesso anno, Lobanovs'kyj fu insignito del titolo di Eroe d'Ucraina, la più alta onorificenza della nazione. Nel 2003 Ševčenko, dopo aver vinto la UEFA Champions League con il Milan, volò a Kiev per omaggiare il suo maestro Lobanovs'kyj deponendo sulla sua tomba la propria medaglia e portandogli la coppa appena vinta.
Lo Stadio Dynamo Lobanovs'kyj di Kiev porta oggi il suo nome oltre che una statua situata all'esterno inaugurata nel 2003. Alcune strade nelle città di Kiev e Zaporižžja hanno preso il suo nome. È stato insignito dell'Ordine al Merito di secondo grado e dell'Ordine al Merito in rubino dall'UEFA per il suo contributo al calcio. Nel 2003 è inoltre insignito dell'Ordine al Merito dalla FIFA per il suo significativo contributo allo sviluppo del calcio mondiale.
Nel 2005 è fondato un torneo in suo onore il "Valerij Lobanovs'kyj Memorial Tournament".

## Statistiche
Tra club e Nazionale maggiore, Lobanovs'kyj ha giocato più di 255 partite segnando 78 reti, alla media di 0,31 gol a partita.

### Presenze e reti nei club
| Stagione           | Squadra            | Campionato         | Campionato | Campionato | Coppe nazionali | Coppe nazionali | Coppe nazionali | Coppe continentali | Coppe continentali | Coppe continentali | Altre coppe | Altre coppe | Altre coppe | Totale | Totale |
| Stagione           | Squadra            | Comp               | Pres       | Reti       | Comp            | Pres            | Reti            | Comp               | Pres               | Reti               | Comp        | Pres        | Reti        | Pres   | Reti   |
| ------------------ | ------------------ | ------------------ | ---------- | ---------- | --------------- | --------------- | --------------- | ------------------ | ------------------ | ------------------ | ----------- | ----------- | ----------- | ------ | ------ |
| 1959               | Dinamo Kiev        | KA                 | 10         | 4          | CUS             | ?               | ?               | -                  | -                  | -                  | -           | -           | -           | 10+    | 4+     |
| 1960               | Dinamo Kiev        | KA                 | 29         | 12         | CUS             | ?               | ?               | -                  | -                  | -                  | -           | -           | -           | 29+    | 12+    |
| 1961               | Dinamo Kiev        | KA                 | 28         | 10         | CUS             | ?               | ?               | -                  | -                  | -                  | -           | -           | -           | 28+    | 10+    |
| 1962               | Dinamo Kiev        | KA                 | 30         | 8          | CUS             | ?               | ?               | -                  | -                  | -                  | -           | -           | -           | 30+    | 8+     |
| 1963               | Dinamo Kiev        | PGA                | 38         | 8          | CUS             | ?               | ?               | -                  | -                  | -                  | -           | -           | -           | 38+    | 8+     |
| 1964               | Dinamo Kiev        | PGA                | 9          | 0          | CUS             | ?               | ?               | -                  | -                  | -                  | -           | -           | -           | 9+     | 0+     |
| Totale Dinamo Kiev | Totale Dinamo Kiev | Totale Dinamo Kiev | 144        | 42         |                 | ?               | ?               |                    | -                  | -                  |             | -           | -           | 144+   | 42+    |
| 1965               | Čornomorec'        | PGA                | 28         | 10         | CUS             | ?               | ?               | -                  | -                  | -                  | -           | -           | -           | 28+    | 10+    |
| 1966               | Čornomorec'        | PGA                | 31         | 5          | CUS             | 4               | 5               | -                  | -                  | -                  | -           | -           | -           | 35     | 10     |
| Totale Čornomorec' | Totale Čornomorec' | Totale Čornomorec' | 59         | 15         |                 | 4+              | 5+              |                    | -                  | -                  |             | -           | -           | 63+    | 20+    |
| 1967               | Šachtër Donec'k    | PGA                | 32         | 9          | CUS             | 2               | 1               | -                  | -                  | -                  | -           | -           | -           | 32+    | 10     |
| 1968               | Šachtër Donec'k    | PGA                | 18         | 5          | CUS             | 1               | 1               | -                  | -                  | -                  | -           | -           | -           | 18+    | 6      |
| Totale Šachtër     | Totale Šachtër     | Totale Šachtër     | 50         | 14         |                 | 3               | 2               |                    | -                  | -                  |             | -           | -           | 53     | 16     |
| Totale carriera    | Totale carriera    | Totale carriera    | 253        | 71         |                 | 3+              | 7+              |                    | -                  | -                  |             | -           | -           | 256+   | 78+    |

### Cronologia presenze e reti in nazionale
| Cronologia completa delle presenze e delle reti in nazionale ― Unione Sovietica | Cronologia completa delle presenze e delle reti in nazionale ― Unione Sovietica | Cronologia completa delle presenze e delle reti in nazionale ― Unione Sovietica | Cronologia completa delle presenze e delle reti in nazionale ― Unione Sovietica | Cronologia completa delle presenze e delle reti in nazionale ― Unione Sovietica | Cronologia completa delle presenze e delle reti in nazionale ― Unione Sovietica | Cronologia completa delle presenze e delle reti in nazionale ― Unione Sovietica | Cronologia completa delle presenze e delle reti in nazionale ― Unione Sovietica |
| Data                                                                            | Città                                                                           | In casa                                                                         | Risultato                                                                       | Ospiti                                                                          | Competizione                                                                    | Reti                                                                            | Note                                                                            |
| ------------------------------------------------------------------------------- | ------------------------------------------------------------------------------- | ------------------------------------------------------------------------------- | ------------------------------------------------------------------------------- | ------------------------------------------------------------------------------- | ------------------------------------------------------------------------------- | ------------------------------------------------------------------------------- | ------------------------------------------------------------------------------- |
| 4-9-1960                                                                        | Vienna                                                                          | Austria                                                                         | 3 – 1                                                                           | Unione Sovietica                                                                | Amichevole                                                                      | -                                                                               |                                                                                 |
| 21-5-1961                                                                       | Varsavia                                                                        | Polonia                                                                         | 1 – 0                                                                           | Unione Sovietica                                                                | Amichevole                                                                      | -                                                                               | 60’                                                                             |
| Totale                                                                          |                                                                                 | Presenze                                                                        | 2                                                                               |                                                                                 | Reti                                                                            | 0                                                                               |                                                                                 |

### Statistiche da allenatore

#### Club
In grassetto le competizioni vinte.
| Stagione           | Squadra            | Campionato         | Campionato | Campionato | Campionato | Campionato | Coppe nazionali | Coppe nazionali | Coppe nazionali | Coppe nazionali | Coppe nazionali | Coppe continentali | Coppe continentali | Coppe continentali | Coppe continentali | Coppe continentali | Altre coppe | Altre coppe | Altre coppe | Altre coppe | Altre coppe | Totale | Totale | Totale | Totale | % Vittorie | Piazzamento |
| Stagione           | Squadra            | Comp               | G          | V          | N          | P          | Comp            | G               | V               | N               | P               | Comp               | G                  | V                  | N                  | P                  | Comp        | G           | V           | N           | P           | G      | V      | N      | P      | %          | Piazzamento |
| ------------------ | ------------------ | ------------------ | ---------- | ---------- | ---------- | ---------- | --------------- | --------------- | --------------- | --------------- | --------------- | ------------------ | ------------------ | ------------------ | ------------------ | ------------------ | ----------- | ----------- | ----------- | ----------- | ----------- | ------ | ------ | ------ | ------ | ---------- | ----------- |
| 1969               | Dnepr              | VGA+GF             | 42+3       | 24+1       | 9+1        | 9+1        | CUS             | 2               | 1               | 0               | 1               | -                  | -                  | -                  | -                  | -                  | -           | -           | -           | -           | -           | 47     | 26     | 10     | 11     | 55,32      | 1º          |
| 1970               | Dnepr              | PGA                | 42         | 26         | 9          | 7          | CUS             | 1               | 0               | 0               | 1               | -                  | -                  | -                  | -                  | -                  | -           | -           | -           | -           | -           | 43     | 26     | 9      | 8      | 60,47      | 3º          |
| 1971               | Dnepr              | PL                 | 42         | 27         | 9          | 6          | CUS             | 2               | 0               | 1               | 1               | -                  | -                  | -                  | -                  | -                  | -           | -           | -           | -           | -           | 44     | 27     | 10     | 7      | 61,36      | 1º          |
| 1972               | Dnepr              | VL                 | 30         | 12         | 10         | 8          | CUS             | 4               | 1               | 0               | 3               | -                  | -                  | -                  | -                  | -                  | -           | -           | -           | -           | -           | 34     | 13     | 10     | 11     | 38,24      | 6º          |
| 1973               | Dnepr              | VL                 | 27         | 8          | 9          | 10         | CUS             | 8               | 3               | 2               | 3               | -                  | -                  | -                  | -                  | -                  | -           | -           | -           | -           | -           | 35     | 11     | 11     | 13     | 31,43      | Dimis.      |
| Totale Dnepr       | Totale Dnepr       | Totale Dnepr       | 186        | 98         | 47         | 41         |                 | 17              | 5               | 3               | 9               |                    | -                  | -                  | -                  | -                  |             | -           | -           | -           | -           | 203    | 103    | 50     | 50     | 50,74      |             |
| 1973               | Dinamo Kiev        | VL                 | 3          | 1          | 2          | 0          | -               | -               | -               | -               | -               | -                  | -                  | -                  | -                  | -                  | -           | -           | -           | -           | -           | 3      | 1      | 2      | 0      | 33,33      | Sub. 2º     |
| 1974               | Dinamo Kiev        | VL                 | 30         | 14         | 12         | 4          | CUS             | 5               | 4               | 1               | 0               | CU                 | 4                  | 3                  | 0                  | 1                  | -           | -           | -           | -           | -           | 39     | 21     | 13     | 5      | 53,85      | 1º          |
| 1975               | Dinamo Kiev        | VL                 | 30         | 17         | 9          | 4          | CUS             | 1               | 0               | 0               | 1               | CdC                | 9                  | 8                  | 0                  | 1                  | SU          | 2           | 2           | 0           | 0           | 42     | 28     | 9      | 6      | 66,67      | 1º          |
| 1976               | Dinamo Kiev        | VL (p.)+VL (a.)    | 15+15      | 5+6        | 5+6        | 5+3        | CUS             | 1               | 0               | 0               | 1               | CC                 | 6                  | 4                  | 1                  | 1                  | -           | -           | -           | -           | -           | 37     | 15     | 12     | 10     | 40,54      | 8º+2º       |
| 1977               | Dinamo Kiev        | VL                 | 30         | 14         | 15         | 1          | CUS             | 3               | 2               | 0               | 1               | CC                 | 8                  | 6                  | 0                  | 2                  | SUS         | 1           | 0           | 0           | 1           | 42     | 22     | 15     | 5      | 52,38      | 1º          |
| 1978               | Dinamo Kiev        | VL                 | 30         | 15         | 9          | 6          | CUS             | 9               | 7               | 1               | 1               | CU                 | 2                  | 0                  | 2                  | 0                  | -           | -           | -           | -           | -           | 41     | 22     | 12     | 7      | 53,66      | 2º          |
| 1979               | Dinamo Kiev        | VL                 | 34         | 21         | 5          | 8          | CUS             | 6               | 3               | 2               | 1               | CC                 | 4                  | 2                  | 1                  | 1                  | -           | -           | -           | -           | -           | 44     | 26     | 8      | 10     | 59,09      | 3º          |
| 1980               | Dinamo Kiev        | VL                 | 34         | 21         | 9          | 4          | CUS             | 7               | 6               | 0               | 1               | CU                 | 6                  | 3                  | 1                  | 2                  | SUS         | 1           | 0           | 1           | 0           | 48     | 30     | 11     | 7      | 62,50      | 1º          |
| 1981               | Dinamo Kiev        | VL                 | 34         | 22         | 9          | 3          | CUS             | 7               | 5               | 1               | 1               | CU                 | 2                  | 0                  | 2                  | 0                  | -           | -           | -           | -           | -           | 43     | 27     | 12     | 4      | 62,79      | 1º          |
| 1982               | Dinamo Kiev        | VL                 | 34         | 18         | 10         | 6          | CUS             | 3               | 3               | 0               | 0               | CC                 | 6                  | 2                  | 3                  | 1                  | -           | -           | -           | -           | -           | 43     | 23     | 13     | 7      | 53,49      | 2º          |
| 1984               | Dinamo Kiev        | VL                 | 34         | 12         | 13         | 9          | CUS             | 2               | 1               | 0               | 1               | -                  | -                  | -                  | -                  | -                  | -           | -           | -           | -           | -           | 36     | 13     | 13     | 10     | 36,11      | 10º         |
| 1985               | Dinamo Kiev        | VL                 | 34         | 20         | 8          | 6          | CUS             | 5               | 4               | 1               | 0               | -                  | -                  | -                  | -                  | -                  | SUS         | 1           | 0           | 1           | 0           | 40     | 24     | 10     | 6      | 60,00      | 1º          |
| 1986               | Dinamo Kiev        | VL                 | 30         | 14         | 11         | 5          | CUS+CFUS        | 2+3             | 1+0             | 1+1             | 0+2             | CdC                | 9                  | 6                  | 2                  | 1                  | SUS+SU      | 1+1         | 0+0         | 1+0         | 0+1         | 46     | 21     | 16     | 9      | 45,65      | 1º          |
| 1987               | Dinamo Kiev        | VL                 | 30         | 11         | 10         | 9          | CUS+CFUS        | 5+6             | 3+2             | 2+0             | 0+4             | CC                 | 8                  | 4                  | 2                  | 2                  | -           | -           | -           | -           | -           | 49     | 20     | 14     | 15     | 40,82      | 6º          |
| 1988               | Dinamo Kiev        | VL                 | 30         | 17         | 9          | 4          | CUS+CFUS        | 4+6             | 3+1             | 0+2             | 1+3             | CC                 | 2                  | 1                  | 0                  | 1                  | -           | -           | -           | -           | -           | 42     | 22     | 11     | 9      | 52,38      | 2º          |
| 1989               | Dinamo Kiev        | VL                 | 30         | 13         | 12         | 5          | CUS+CFUS        | 6+6             | 3+0             | 1+3             | 2+3             | -                  | -                  | -                  | -                  | -                  | -           | -           | -           | -           | -           | 42     | 16     | 16     | 10     | 38,10      | 3º          |
| 1990               | Dinamo Kiev        | VL                 | 16         | 9          | 5          | 2          | CUS             | 6               | 6               | 0               | 0               | CU                 | 6                  | 3                  | 2                  | 1                  | -           | -           | -           | -           | -           | 28     | 18     | 7      | 3      | 64,29      | 1º          |
| 1996-1997          | Dinamo Kiev        | VL                 | 15         | 12         | 2          | 1          | -               | -               | -               | -               | -               | -                  | -                  | -                  | -                  | -                  | -           | -           | -           | -           | -           | 15     | 12     | 2      | 1      | 80,00      | 1º          |
| 1997-1998          | Dinamo Kiev        | VL                 | 30         | 23         | 3          | 4          | KU              | 9               | 9               | 0               | 0               | UCL                | 12                 | 6                  | 3                  | 3                  | -           | -           | -           | -           | -           | 51     | 38     | 6      | 7      | 74,51      | 1º          |
| 1998-1999          | Dinamo Kiev        | VL                 | 30         | 23         | 5          | 2          | KU              | 7               | 7               | 0               | 0               | UCL                | 14                 | 7                  | 4                  | 3                  | -           | -           | -           | -           | -           | 51     | 37     | 9      | 5      | 72,55      | 1º          |
| 1999-2000          | Dinamo Kiev        | VL                 | 30         | 27         | 3          | 0          | KU              | 4               | 4               | 0               | 0               | UCL                | 16                 | 8                  | 3                  | 5                  | -           | -           | -           | -           | -           | 50     | 39     | 6      | 5      | 78,00      | 1º          |
| 2000-2001          | Dinamo Kiev        | VL                 | 26         | 20         | 4          | 2          | KU              | 1               | 0               | 1               | 0               | UCL                | 8                  | 1                  | 3                  | 4                  | -           | -           | -           | -           | -           | 35     | 21     | 8      | 6      | 60,00      | 1º          |
| 2001-2002          | Dinamo Kiev        | VL                 | 21         | 17         | 4          | 0          | KU              | 6               | 4               | 2               | 0               | UCL                | 8                  | 2                  | 2                  | 4                  | -           | -           | -           | -           | -           | 35     | 23     | 8      | 4      | 65,71      | 2º          |
| Totale Dinamo Kiev | Totale Dinamo Kiev | Totale Dinamo Kiev | 645        | 372        | 180        | 93         |                 | 120             | 78              | 19              | 23              |                    | 130                | 66                 | 31                 | 30                 |             | 7           | 2           | 3           | 2           | 902    | 518    | 233    | 151    | 57,43      |             |
| Totale carriera    | Totale carriera    | Totale carriera    | 831        | 470        | 227        | 134        |                 | 137             | 83              | 22              | 32              |                    | 130                | 66                 | 31                 | 30                 |             | 7           | 2           | 3           | 2           | 1 105  | 621    | 283    | 201    | 56,20      |             |

#### Nazionale
| 1975                       | Unione Sovietica           | Qual. Europeo              | 1º nel gruppo 6            | 5   | 4  | 0  | 1  | 80,00   | 10   | 3   | +7  |
| 1976                       | Unione Sovietica           | Europeo                    | Quarti di finale           | 2   | 0  | 1  | 1  | &0,00   | 2    | 4   | -2  |
| 1976                       | Unione Sovietica           | Olimpiadi                  | Terzo posto                | 5   | 4  | 0  | 1  | 80,00   | 10   | 4   | +6  |
| Dal 1975 al 1976           | Unione Sovietica           | Amichevoli                 |                            | 7   | 3  | 3  | 1  | 42,86   | 11   | 7   | +4  |
| Totale URSS 1º periodo     | Totale URSS 1º periodo     | Totale URSS 1º periodo     | Totale URSS 1º periodo     | 19  | 11 | 4  | 4  | 57,89   | 33   | 18  | +15 |
| 1982                       | Unione Sovietica           | Qual. Europeo              | 2º nel gruppo 2            | 1   | 1  | 0  | 0  | 100,00& | 2    | 0   | +2  |
| 1983                       | Unione Sovietica           | Qual. Europeo              | 2º nel gruppo 2            | 5   | 3  | 1  | 1  | 60,00   | 9    | 2   | +7  |
| 1983                       | Unione Sovietica           | Amichevoli                 |                            | 4   | 2  | 2  | 0  | 50,00   | 7    | 4   | +3  |
| Totale URSS 2º periodo     | Totale URSS 2º periodo     | Totale URSS 2º periodo     | Totale URSS 2º periodo     | 10  | 6  | 3  | 1  | 60,00   | 18   | 6   | +12 |
| 1986                       | Unione Sovietica           | Mondiale                   | Ottavi di finale           | 4   | 2  | 1  | 1  | 50,00   | 11   | 5   | +6  |
| 1986                       | Unione Sovietica           | Qual. Europeo              | 1º nel gruppo 3            | 3   | 2  | 1  | 0  | 66,67   | 7    | 1   | +6  |
| 1987                       | Unione Sovietica           | Qual. Europeo              | 1º nel gruppo 3            | 5   | 3  | 2  | 0  | 60,00   | 7    | 2   | +5  |
| Dal 1986 al 1988           | Unione Sovietica           | Amichevoli                 |                            | 6   | 2  | 2  | 2  | 33,33   | 8    | 8   | 0   |
| Totale URSS 3º periodo     | Totale URSS 3º periodo     | Totale URSS 3º periodo     | Totale URSS 3º periodo     | 18  | 9  | 6  | 3  | 50,00   | 33   | 16  | +17 |
| 1988                       | Unione Sovietica           | Europeo                    | Finalista                  | 5   | 3  | 1  | 1  | 60,00   | 7    | 5   | +2  |
| 1988                       | Unione Sovietica           | Qual. Mondiale             | 1º nel gruppo 3            | 2   | 1  | 1  | 0  | 50,00   | 3    | 1   | +2  |
| 1989                       | Unione Sovietica           | Qual. Mondiale             | 1º nel gruppo 3            | 6   | 3  | 2  | 1  | 50,00   | 8    | 3   | +5  |
| 1990                       | Unione Sovietica           | Mondiale                   | 4º nel gruppo B            | 3   | 1  | 0  | 2  | 33,33   | 4    | 4   | 0   |
| Dal 1988 al 1990           | Unione Sovietica           | Amichevoli                 |                            | 12  | 7  | 1  | 4  | 58,33   | 17   | 12  | +5  |
| Totale URSS 4º periodo     | Totale URSS 4º periodo     | Totale URSS 4º periodo     | Totale URSS 4º periodo     | 30  | 16 | 6  | 8  | 53,33   | 41   | 26  | +15 |
| Totale URSS                | Totale URSS                | Totale URSS                | Totale URSS                | 77  | 44 | 19 | 14 | 57,14   | 125  | 68  | +57 |
| Dal 1990 al 1993           | Emirati Arabi Uniti        |                            |                            | 37  | 18 | 10 | 9  | 48,65   | ?    | ?   | ?   |
| Totale Emirati Arabi Uniti | Totale Emirati Arabi Uniti | Totale Emirati Arabi Uniti | Totale Emirati Arabi Uniti | 37  | 18 | 10 | 9  | 48,65   | ?    | ?   | ?   |
| Dal 1993 al 1996           | Kuwait                     |                            |                            | 15  | 6  | 4  | 5  | 40,00   | ?    | ?   | ?   |
| Totale Kuwait              | Totale Kuwait              | Totale Kuwait              | Totale Kuwait              | 15  | 6  | 4  | 5  | 40,00   | ?    | ?   | ?   |
| 2000                       | Ucraina                    | Qual. Mondiali             | 2º nel gruppo 5            | 3   | 2  | 0  | 1  | 66,67   | 5    | 5   | 0   |
| 2001                       | Ucraina                    | Qual. Mondiali             | 2º nel gruppo 5            | 9   | 2  | 6  | 1  | 22,22   | 10   | 8   | +2  |
| Dal 2000 al 2001           | Ucraina                    | Amichevoli                 |                            | 6   | 2  | 1  | 3  | 33,33   | 5    | 7   | -2  |
| Totale Ucraina             | Totale Ucraina             | Totale Ucraina             | Totale Ucraina             | 18  | 6  | 7  | 5  | 33,33   | 20   | 20  | 0   |
| Totale carriera            | Totale carriera            | Totale carriera            | Totale carriera            | 147 | 74 | 40 | 33 | 50,34   | 145+ | 88+ | +57 |

## Palmarès

### Giocatore
- Campionato sovietico: 1

Dinamo Kiev: 1961
- Coppa dell'URSS: 1

Dinamo Kiev: 1964

### Allenatore

#### Club

##### Competizioni nazionali
- Pervaja Liga: 1

Dnepr: 1971
- Campionato sovietico: 8

Dinamo Kiev: 1974, 1975, 1977, 1980, 1981, 1985, 1986, 1990
- Coppa dell'URSS: 6  (record condiviso con Viktor Maslov)

Dinamo Kiev: 1974, 1978, 1982, 1984-1985, 1986-1987, 1989-1990
- Supercoppa sovietica: 3

Dinamo Kiev: 1981, 1986, 1987
- Campionato ucraino: 5

Dinamo Kiev: 1996-1997, 1997-1998, 1998-1999, 1999-2000, 2000-2001
- Coppa d'Ucraina: 3

Dinamo Kiev: 1997-1998, 1998-1999, 1999-2000

##### Competizioni internazionali
- Coppa delle Coppe: 2  (record condiviso con Nereo Rocco, Johan Cruijff e Alex Ferguson)

Dinamo Kiev: 1974-1975, 1985-1986
- Supercoppa UEFA: 1

Dinamo Kiev: 1975
- Coppa della CSI: 3

Dinamo Kiev: 1997, 1998, 2002

#### Nazionale
- Bronzo olimpico: 1

URSS: Montréal 1976
- Coppa delle Nazioni del Golfo: 1

Kuwait: 1996

#### Individuale
- Allenatore ucraino dell'anno: 5

1997, 1998, 1999, 2000, 2002 (postumo)
- Migliori allenatori della storia del calcio dall'France Football: 6ª[76]

2019
- Migliori allenatori della storia del calcio dall'World Soccer: 6ª[77][78]

2013
- Migliori allenatori della storia del calcio dall'ESPN: 8ª[79]

2013

### Videografia
- Federico Ferri e Federico Buffa, Storie Mondiali: Diegooooooooo! (1986), Sky Sport, 2014.